# Alisalia bistriata
Alisalia bistriata es una especie de escarabajo del género Alisalia, familia Staphylinidae. Fue descrita científicamente por Bernhauer en 1909.
Esta especie habita en América del Norte.